# وینی پو: خون و عسل
وینی پو: خون و عسل (به انگلیسی: Winnie-the-Pooh: Blood and Honey) فیلمی اسلشر و مستقل به نویسندگی و کارگردانی ریس فریک-واترفیلد است که در آن، امبر دوگ تورن، ماریا تیلور، دانیل رونالد، ناتاشا توسینی، می کلی، پائولا کویز، ناتاشا رز میلز، نیکولای لئون، کریگ دیوید داوست و کریس کوردل ایفای نقش می‌کنند. این فیلم به عنوان اولین فیلم از جهان سینمایی دنیای پیچ‌خوردهٔ کودکی یا (TCU) عمل می‌کند و با بازگویی ترسناک از مجموعه‌کتاب‌های کودکانهٔ وینی د پو اثر آلن الکساندر میلن و ای. اچ. شپرد، به دو شخصیت انسان‌نمای «وینی د پو» و «پیگلت» می‌پردازد، که پس از بازگشت «کریستوفر رابین » بالغ از دانشگاه، اکنون به قاتلان زنجیره‌ای تشنهٔ خون تبدیل شده‌اند و وحشی‌گری مرگباری را آغاز می‌کنند.
توسعهٔ این فیلم زمانی آغاز شد که نخستین کتاب وینی د پو در ۱ ژانویهٔ ۲۰۲۲ در ایالات متحده وارد مالکیت عمومی شد، به این معنی که شرکت والت دیزنی دیگر حقوق انحصاری فیلم را برای شخصیت‌هایی که برای نخستین بار در کتاب به تصویر کشیده بود، ندارد. تولید این فیلم در ۲۴ مهٔ ۲۰۲۲ اعلام شد و با واکنش‌های متفاوتی روبه‌رو شد، زیرا مفهوم آن دربرگیرندهٔ شخصیتی است که به عنوان «نماد محبوب دوران کودکی» شهرت پیدا کرده است، و توجه گسترده‌ای را به خود جلب کرد. یک دورهٔ تصویربرداری ده‌روزه در جنگل اش‌داون در شرق ساسکس، انگلستان انجام شد که به عنوان الهام‌بخش «جنگل صد هکتاری» محیط داستان‌ها عمل می‌کند.
وینی-د-پو: خون و عسل در ابتدا برای انتشار در یک رویداد سراسری یک‌شبه در ایالات متحده برنامه‌ریزی شده بود، اما به دلیل محبوبیتش به یک اکران بزرگ جهانی گسترش یافت. این فیلم در ۲۶ ژانویهٔ ۲۰۲۳ در مکزیک و در ۱۵ فوریهٔ در ایالات متحده به صورت سینمایی اکران شد. این فیلم به دلیل بودجه کم و ارزش‌های تولیدی، و همچنین کمبود داستان و خلاقیت نقدهای منفی از سوی منتقدان دریافت کرد. این فیلم ۵٫۲ میلیون دلار در مقابل بودجه ۱۰۰٬۰۰۰ دلاری خود در سراسر جهان فروش داشت. دنبالهٔ این فیلم با عنوان وینی پو: خون و عسل ۲، در ۲۶ مارس ۲۰۲۴ منتشر شد.

## طرح داستان
کریستوفر رابین در دوران کودکی خود با وینی د پو، پیگلت و دوستانشان دوست شد و بازی می‌کرد و همچنین برای آنها غذا تهیه می‌کرد. او رشد می‌کند، و این ملاقات‌ها و همچنین عرضهٔ مواد غذایی نادرتر می‌شود و باعث می‌شود پو و دیگران به‌طور فزاینده‌ای گرسنه و ناامید شوند. وقتی کریستوفر به کالج می‌رود، بازدیدها به‌طور کامل متوقف شده و باعث می‌شود که پو و پیگلت کاملاً وحشی و بی بند و بار شوند و در نتیجه ایور و سایرین در مقطعی کشته و خورده شوند. کریستوفر رابین اکنون در کنار همسر جدیدش به جنگل بازگشته است، به این امید که او را به دوستان قدیمی خود معرفی کند. با احساس خیانت، پو و پیگلت به جنایت مرگبار گروهی از دختران دانشگاهی می‌پردازند که در یک کلبه روستایی ساکن هستند.

## بازیگران
- نیکولای لئون در نقش کریستوفر رابین[۱۱]
- کریگ دیوید داوست در نقش وینی-د-پو
- کریس کوردل در نقش پیگلت
- ماریا تیلور در نقش ماریا
- ناتاشا رز میلز در نقش جس
- امبر دوگ-تورن در نقش آلیس
- دانیل رونالد در نقش زوئی
- ناتاشا توسینی در نقش لارا
- پائولا کویز در نقش مری رابین
- می کلی در نقش تینا
- پائولا کویز در نقش مری
- می کلی در نقش تینا
- ریچارد دی. مایرز در نقش لوگان
- سایمون الیس در نقش تاکر
- جیز ریورز در نقش جان
- مارکوس ماسی در نقش کلت
- دانیل اسکات در نقش شارلین
- مارک هالدور در نقش اسکات

## تولید

### توسعه

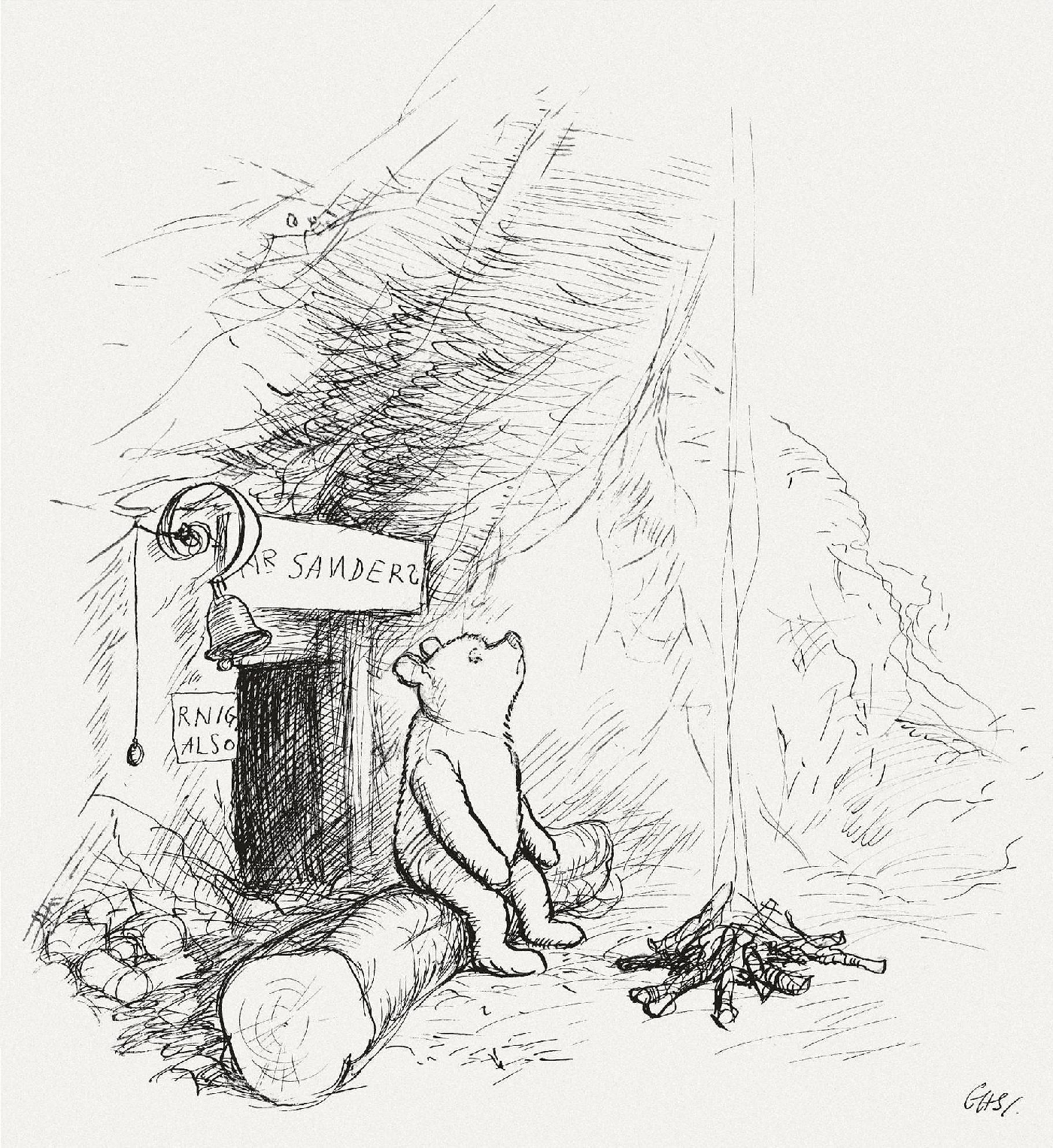
در حالی که نقاشی‌های کتاب سال ۱۹۲۶ همراه با متن آن در مالکیت عمومی قرار گرفت، فریک-واترفیلد مجبور شد از عناصر شخصیت که منحصر به دیزنی بودند، اجتناب کند.

در ۲۴ مهٔ ۲۰۲۲، جاش کورنگات از درد سنترال، اقتباسی از یک فیلم ترسناک مبتنی بر وینی-د-پو را اعلام کرد. حقوق شخصیت‌ها از سال ۱۹۶۶ متعلق به شرکت والت دیزنی است و در حالی که دیزنی حقوق انحصاری تصاویر این شخصیت‌ها و همچنین شخصیت‌های بعدی مانند تیگر را ار فرانچایز خود حفظ می‌کند، وینی-د-پو در ۱ ژانویهٔ ۲۰۲۲ در مالکیت عمومی قرار گرفت. پس از پایان حق کپی‌رایت، ریس فریک-واترفیلد تولید وینی-د-پو: خون و عسل را در همان سال آغاز کرد، و این فیلم نخستین کارگردانی او را رقم زد. فریک-واترفیلد در گفتگو با ورایتی، طرح داستان را چنین توصیف کرد که وینی-د-پو و پیگلت پس از اینکه کریستوفر رابین آنها را برای دانشگاه ترک کرد، تبدیل به دیوانه‌های آدمکش می‌شوند. او بیان کرد:
کریستوفر رابین از آن‌ها دور می‌شود و به آن‌ها غذا نمی‌دهد، این زندگی پو و پیگلت را بسیار دشوار کرده است… از آنجا که آن‌ها مجبور بوده‌اند بسیار از خودشان مراقبت کنند، اساساً وحشی می‌شوند؛ بنابراین آن‌ها به ریشه‌های حیوانی خود بازگشته‌اند و دیگر اهلی نیستند: این دو مانند یک خرس و خوک شرور هستند که می‌خواهند بروند و سعی کنند طعمه خود را پیدا کنند.
او همچنین افشا کرد که پیش از اتفاقات فیلم، پو و پیگلت به دلیل گرسنگی، ایور را زنده زنده خورده‌اند. سنگ قبر ایور در یک صحنه نشان داده خواهد شد. ماسک‌هایی که برای پو و پیگلت در این فیلم استفاده شد توسط شرکت آمریکایی تولید ماسک مصنوعی ایمورتال مسکز ساخته شد، که در واقع ماسک‌های سبک وینی-د-پو را پیش از ورود کتاب سال ۱۹۲۶ به مالکیت عمومی طراحی کرده بود. بازیگران فیلم در مهٔ ۲۰۲۲ معرفی شدند.

### فیلم‌برداری
وینی-د-پو: خون و عسل در جنگل اش‌داون در ساسکس شرقی انگلستان در مدت ده روز فیلم‌برداری شد. جگد اج پروداکنشز این فیلم را با همکاری استودیو آی‌تی‌ان که توزیع‌کننده آن بود، تولید کرد. فریک-واترفیلد مراقب بود که از پیراهن سرخ نمادین پو و همچنین هر عنصر دیگری از تصاویر دیزنی که می‌تواند مشکل کپی‌رایت ایجاد کند، اجتناب کند.

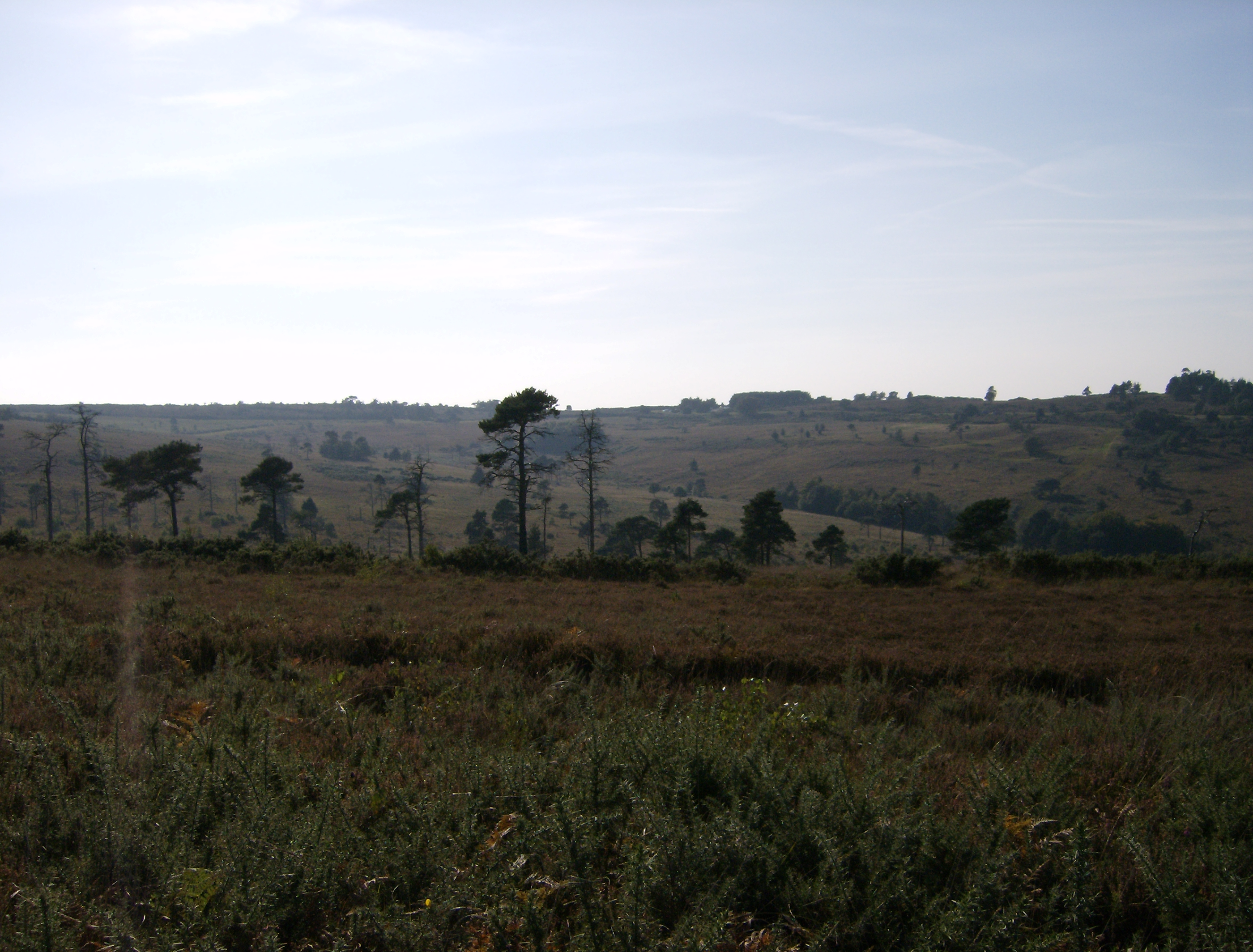
جنگل اش‌داون که به عنوان محل داستان‌های وینی-د-پو شناخته می‌شود، به عنوان محل تصویربرداری فیلم وینی-د-پو: خون و عسل مورد استفاده قرار گرفت، جایی که به مدت ده روز فیلمبرداری شد.

پس از افزایش محبوبیت فیلم، آی‌تی‌ان بودجه بیشتری را به فیلم داد که منجر به چندین روز فیلم‌برداری مجدد شد. این باعث می‌شود که فیلم گران‌ترین فیلد واترفیلد که تا به حال کارگردانی شده است و گران‌ترین فیلم تولید شده توسط آی‌تی‌ان باشد.

### موسیقی
در ۱۸ ژوئیهٔ ۲۰۲۲، اندرو اسکات بل، آهنگساز آمریکایی، به عنوان تهیه‌کنندهٔ موسیقی فیلم اعلام شد. در ۱۴ ژوئیهٔ ۲۰۲۲، بل ویدئویی با عنوان «وینی-د-پو: خون، عسل و ویولن‌ها» را در یوتیوب آپلود کرد که سفر او را از لس آنجلس به سانفرانسیسکو با مدیرش مایک روزن برای جمع‌آوری یک ویولن با لانهٔ زنبوری را از یک نوازنده تجربی برای ساخت موسیقی متن فیلم را نشان می‌داد. بل در مصاحبه‌ای با درد سنترال توضیح داد که چگونه با تولید فیلم وینی-د-پو: خون و عسل پس از انتشار این فیلم در فضای مجازی درگیر شد. او گفت:
در اواخر ماه مه، حدود یک روز پیش از اینکه فیلم به‌طور گسترده در فضای مجازی پخش شود، شروع به دیدن برخی گفتگوهای آنلاین دربارهٔ یک فیلم ترسناک وینی-د-پو کردم. به یاد دارم که آن را در IMDb جستجو کردم و کارگردان ریس فریک-واترفیلد را در اینستاگرام پیدا کردم، و در آنجا اسکرین‌شاتی از یک نظر شخصی را دیدم که می‌گفت «فیلم شما دارد کودکی ما را خراب می‌کند». واکنش او چنین بود: «این دقیقاً همان کاری است که من سعی دارم انجام دهم، کودکی همه را خراب کنم».

## بازاریابی
نخستین پوستر این فیلم در ۱۴ ژوئیهٔ ۲۰۲۲ منتشر شد. نخستین تریلر در ۳۱ اوت ۲۰۲۲ منتشر شد. هتی لیندرت از ای. وی. کلاب آن را «به‌طرز لذت‌بخشی دلخراش» نامید.
پس از اعلام فیلم، کلی مک‌کلور نویسندهٔ سلان نوشت که این فیلم «نمونه‌ای کامل از اشتباهی است که می‌تواند از یک اثر خلاقانه ناشی شود که به مالکیت عمومی می‌افتد». او در ادامه این فیلم را «برداشتی وحشتناک» از وینی-د-پو خواند و همچنین گفت: «[کارگردان] قصد ساخت یک فیلم کالت تاریک و پیچیده را دارد.» جان مندلسون، که برای کلایدر می‌نویسد، تصاویر فیلم را «سوختی کابوسی» و مفهوم آن را «بسیار عجیب‌وغریب» نامید و در عین حال اشاره کرد که «اینترنت در حال دیوانه‌شدن است». روتم روساک که برای نردیست می‌نویسد، گفت: «دیدن این خرس نمادین که به عنوان یک هیولای کابوس‌وار تجسم شده است، با روحیه تخیلی لذت‌بخشی صحبت می‌کند که واقعاً ما را الهام می‌بخشد.» جاستین کارتر از گیزمودو نوشت:
«جذابیت خون و عسل کاملاً به این بستگی دارد که آیا حاضر به مصالحه‌کردن با آن هستید و بلافاصله با این ایده که شخصیت‌های کودکان به قاتل تبدیل شده‌اند، ناراحت نمی‌شوید. اینترنت فقط یک دهه پیش با چنین چیزهایی پر شده بود، و به نظر می‌رسد که از همان نوع پارچه بیرون کشیده شده باشد.»
کاتارینا فدر از آرت‌نت نوشت: «... نمی‌توان تبلیغاتی را مانند آنچه آنها داشته‌اند خرید، و چیزی به من می‌گوید که این پروژهٔ پرشور مستقل بودجهٔ خود را پیدا خواهد کرد و ایده‌های منحصر به فرد کارگردان دربارهٔ قتل زنان در بیکینی را زنده می‌کند.»

## انتشار
در ۱ نوامبر ۲۰۲۲، اعلام شد که وینی-د-پو: خون و عسل قرار است برای یک رویداد یک‌روزه در سراسر سینماهای ایالات متحده آمریکا، بریتانیا، کانادا و مکزیک در ۱۵ فوریهٔ ۲۰۲۳ از طریق فاتوم ایونتز، آلتیوتود فیلم دستربیوشن، سینپلکس انترتینمنت و سینه‌مِکس منتشر شود که آخری حقوق انتشار آن را در کشورهای مربوطه به دست می‌آورد. این فیلم در ابتدا قرار بود در اکتبر ۲۰۲۲ اکران شود، اما افزایش تبلیغات و فیلم‌برداری مجدد انگیزهٔ تغییر به اکران سینمایی در سال ۲۰۲۳ شد. این فیلم در ۲۶ ژانویهٔ ۲۰۲۳ در مکزیک و در ۱۵ فوریهٔ در ایالات متحده به صورت سینمایی اکران شد. اکران آن در بریتانیا برای ۱۰ مارس ۲۰۲۳ تنظیم شده است.
مقایسهٔ چهرهٔ شی جین پینگ، رئیس‌جمهوری چین، با شخصیت پو خرسه در افکار عمومی، باعث لغو اکران این فیلم در هنگ‌کنگ شد.

## بازخورد

### فروش گیشه
تا تاریخ ۲۳ فوریهٔ ۲۰۲۳، وینی-د-پو: خون و عسل ۱٫۸ میلیون دلار در ایالات متحده و کانادا، و ۲٫۴ میلیون دلار در سایر مناطق، از جمله بیش از ۱ میلیون دلار در مکزیک، با مجموع ۴٫۲ میلیون دلار در سراسر جهان فروش داشته است.

### پاسخ انتقادی
در وبگاه جمع‌آوری نقد راتن تومیتوز، ٪۳ از ۶۲ بررسی منتقدان مثبت است و میانگینِ امتیاز آن ۲٫۲/۱۰ است. اجماع این وبگاه چنین می‌نویسد: «اوه، چه ناگوار.» این فیلم در متاکریتیک که از میانگین وزنی استفاده می‌کند، بر اساس نظر ۱۹ منتقدین امتیاز ۱۶ از ۱۰۰ را کسب کرده که نشان‌گر «نقدهای نپسندیده» است.
کریستین زیلکو از ایندی‌وایر به فیلم نمره «C+» در مقیاس «A+» تا «F» داد و از فیلمنامهٔ آن به عنوان یک آشفتگی نامنسجم و همچنین ارزش تولید پایین فیلم انتقاد کرد. لوک تامپسون از ای. وی. کلاب با اعطای امتیازی مشابه به فیلم، انتقادات مشابهی را نسبت به ارزش‌های تولیدی ارزان و فقدان داستان منسجم ارائه کرد، در حالی که همچنین اشاره کرد که فیلم به وعده خود مبنی بر یک فیلم اسلشر بر اساس کتاب محبوب کودکان عمل می‌کند. تاشا رابینسون از پولیگان احساس کرد که فیلم عناصر خاصی مانند غم و غصه ذاتی را به خوبی به کار می‌برد، اما اضافه کرد که دیالوگ‌های ضعیف فیلم، فقدان طنز، و ارتباط با منبع اصلی آن یک فرضیهٔ جالب را تخریب کرده است.
دنیس هاروی از ورایتی به دلیل نداشتن طنز، عملکرد ضعیف بازیگران و فیلمنامهٔ نامنسجم به شدت از فیلم انتقاد کرد و خلاصه کرد که فیلم «حتی ابتدایی‌ترین انتظاراتی را که با حقهٔ مفهومی‌اش ایجاد شده بود را برآورده نمی‌کند». مایکل گینگولد در نقد خود برای رو مورگ احساس کرد که فیلم «فاقد هرگونه شوخ‌طبعی یا تخیل برای اجرای موفقیت‌آمیز در طرح داستانی خود است». گینگولد علاوه بر این به «فیلمبرداری مختل، عدم شخصیت‌پردازی برای شخصیت منفی آن، و تولید درهم‌وبرهم» اشاره کرد که به نظر او «تنها باعث شده است که فیلم به راحتی فراموش شود». نیک آلن از راجرابرت.کام با امتیاز ۱٫۵ از ۴ به این فیلم، نوشت که فیلم هم به‌عنوان یک فیلم کمدی و هم به عنوان یک فیلم ترسناک شکست خورده است و احساس کرد که نورپردازی ضعیف صحنه‌های فیلم باعث می‌شود رمزگشایی از آنچه روی صفحه اتفاق می‌افتد دشوار باشد و در عین حال موارد دیگر را تکرار کرد که احساسات منتقدان در مورد نویسندگی و عدم وجود شخصیت‌های جالب را به اشتراک گذاشت.

## آینده

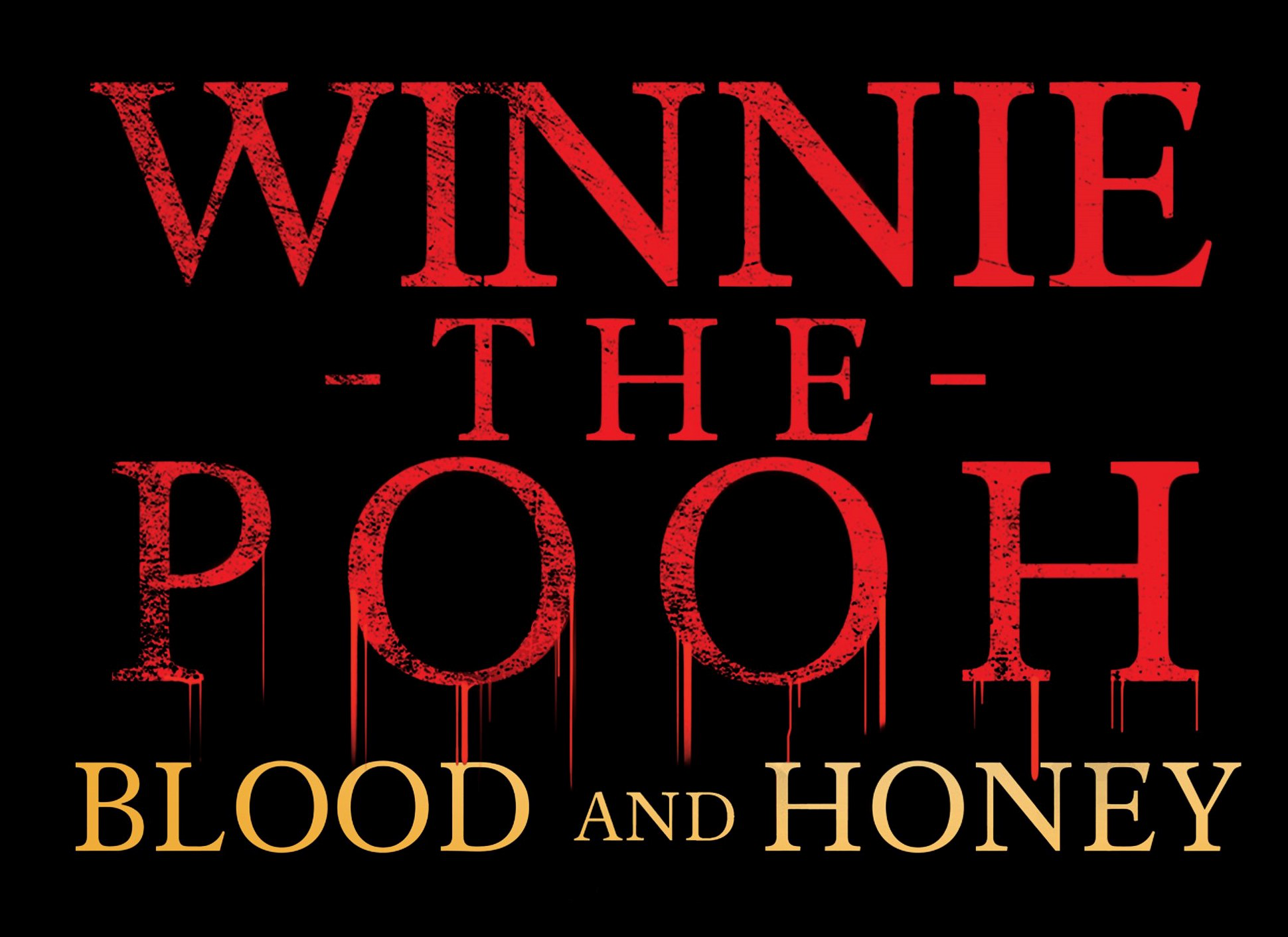
تصویری از لوگو آینده این فیلم

در ژوئن ۲۰۲۲، فریک-واترفیلد علاقه خود را به ساخت یک دنباله ابراز کرد و گفت که می‌خواهد «وحشت آن را حتی بیشتر کرده و دیوانه‌تر و حتی افراطی‌تر کند.»
وی در نوامبر ۲۰۲۲ اعلام کرد که دنباله‌ای در کنار دو فیلم ترسناک دیگر با عنوان‌های بامبی: حسابرسی (براساس بامبی، یک زندگی در جنگل) و کابوس نورلند پیتر پن (بر اساس پیتر پن) در دست ساخت است. دنباله به‌طور رسمی با بازگشت فریک-واترفیلد به عنوان کارگردان و نویسنده، با بودجه ای «پنج برابر» بیشتر از قسمت قبلی اعلام شد. این دنباله با عنوان وینی پو: خون و عسل ۲ در ۲۶ مارس ۲۰۲۴ منتشر شد.
در فوریهٔ ۲۰۲۳، کارگردان اعلام کرد که پروژه‌های مختلفی را برای یک فرانچایز و دنیای سینمایی مشترک در حال انجام هستند، در حالی که جگد اچ پروداکشنز قصد دارد در نهایت تقاطعی با شخصیت‌های آن داشته باشد.